# Latonopsis
Latonopsis är ett släkte av kräftdjur. Latonopsis ingår i familjen Sididae.
Kladogram enligt Catalogue of Life:
| Latonopsis | \| \| Latonopsis fasciculata \| \| \| \| \| \| Latonopsis occidentalis \| \| \| \| |
|            | \| \| Latonopsis fasciculata \| \| \| \| \| \| Latonopsis occidentalis \| \| \| \| |
|            | Diaphanosoma                                                                       |
|            |                                                                                    |
|            | Latona                                                                             |
|            |                                                                                    |
|            | Limnosida                                                                          |
|            |                                                                                    |
|            | Penilia                                                                            |
|            |                                                                                    |
|            | Pseudosida                                                                         |
|            |                                                                                    |
|            | Sida                                                                               |
|            |                                                                                    |
|            | Latonopsis fasciculata                                                             |
|            |                                                                                    |
|            | Latonopsis occidentalis                                                            |
|            |                                                                                    |

|  | Latonopsis fasciculata  |
|  |                         |
|  | Latonopsis occidentalis |
|  |                         |